# Servi Octavi Lenat Poncià
Servi Octavi Lenat Poncià (llatí: Servius Octavius Laenas Pontianus) va ser un magistrat romà del segle ii. Formava part de la gens Octàvia.
Era descendent de l'emperador Tiberi i estava emparentat amb l'emperador Nerva. Segons els Fasti va ser cònsol de Roma l'any 131 juntament amb Marc Antoni Rufí, durant el govern d'Hadrià.